# Arie de Vroet
Arie de Vroet est un footballeur et entraîneur néerlandais né le 9 novembre 1918 à Oud-Beijerland (Pays-Bas) et mort le 9 septembre 1999 à Woudenberg (Pays-Bas).
Il a évolué au Feyenoord Rotterdam au poste d'ailier gauche, avant de terminer sa carrière en Normandie au Havre AC puis au FC Rouen.
Il a ensuite été entraîneur à partir de 1953, dans de nombreux clubs néerlandais, et une saison en 1962-1963, dans son ancien club du Havre. Il a poursuivi sa carrière auprès de la KNVB (fédération néerlandaise de football) comme entraîneur des espoirs puis des amateurs. Puis, il a été adjoint de Jan Zwartkruis et Ernst Happel, sélectionneurs successifs de l'équipe des Pays-Bas ; il participe ainsi à la Coupe du monde de football de 1978. Arie de Vroet est resté conseiller technique de la KNVB jusqu'à sa retraite en 1983.
Il est mort d'une crise cardiaque en 1999, âgé de 80 ans.

## Palmarès de joueur
- International néerlandais de 1938 à 1949 (22 sélections)
- Champion des Pays-Bas en 1941 avec le Feyenoord Rotterdam

## Source
- Barreaud, Dictionnaire des footballeurs étrangers du championnat professionnel français (1932-1997), 1998, L'Harmattan, Paris.